# 第四届全国人民代表大会
中华人民共和国第四屆全國人民代表大會任期由1975年至1978年，期間只召開過一次全体會議。

## 历次全体会议

### 第一次會議
中華人民共和國第四屆全國人民代表大會第一次會議於1975年1月13日至17日在北京召開。會議的主要議程是：修改憲法、聽取政府工作報告、選舉和任命國家領導人員。
出席这次大会的代表共2864人，大會選舉了由218名代表組成的主席團。會上，國務院總理周恩来作政府工作报告，张春桥作關於修改憲法的報告，包括修憲廢除國家主席及副主席的職務。
全體代表一致通過了修改後的《中华人民共和国宪法》、廢除中华人民共和国主席及副主席，關於政府工作報告的決議。
會議選舉89歲的朱德為第四屆全国人民代表大会常务委员会委员长，董必武、宋庆龄（女）、康生、刘伯承、吴德、韦国清（壮族）、赛福鼎·艾则孜（维吾尔族）、郭沫若、徐向前、聂荣臻、陈云、谭震林、李井泉、张鼎丞、蔡畅（女）、乌兰夫（蒙古族）、阿沛·阿旺晋美（藏族）、周建人、許德珩、胡厥文、李素文（女）、姚连蔚為第四屆全国人民代表大会常务委员会副委员长，常務委員會委員143人。
会议決定，任命周恩来為中华人民共和国国务院总理，邓小平、張春橋、李先念、陈锡联、纪登奎、华国锋、陈永贵、吴桂贤（女）、王震、余秋里、谷牧、孙健為國務院副總理。
此次会议发表的《政府工作报告》是全国人大历史上篇幅最短的一份《政府工作报告》，也是周恩来总理向大会作的最后一次政府工作报告。考虑到周恩来的晚年健康情况，毛泽东特地指示邓小平，让周恩来只讲半个小时的报告全文。邓小平按照毛泽东主席的意见，将报告全文缩短至不到5000字。